# Profeten Elias kyrka, Protaras
Profeten Elias kyrka är en cypriotisk-ortodox kyrkobyggnad belägen på en klippa i turistorten Protaras i staden Paralimni, i Famagusta distrikt på Cypern.
Kyrkan är helgad åt den israelitiske profeten Elia.

## Historik
Profeten Elias kyrka i Protaras byggdes år 1984, då den ersatte ett tidigare kapell.

## Kyrkan
Kyrkan är gjord av sten i bysantinsk stil.

## Övrigt
På grund av höjden kan kyrkan synas från flera kilometers avstånd. För att kunna ta sig upp till kyrkan måste man gå uppför omkring 150 trappsteg.

## Bilder

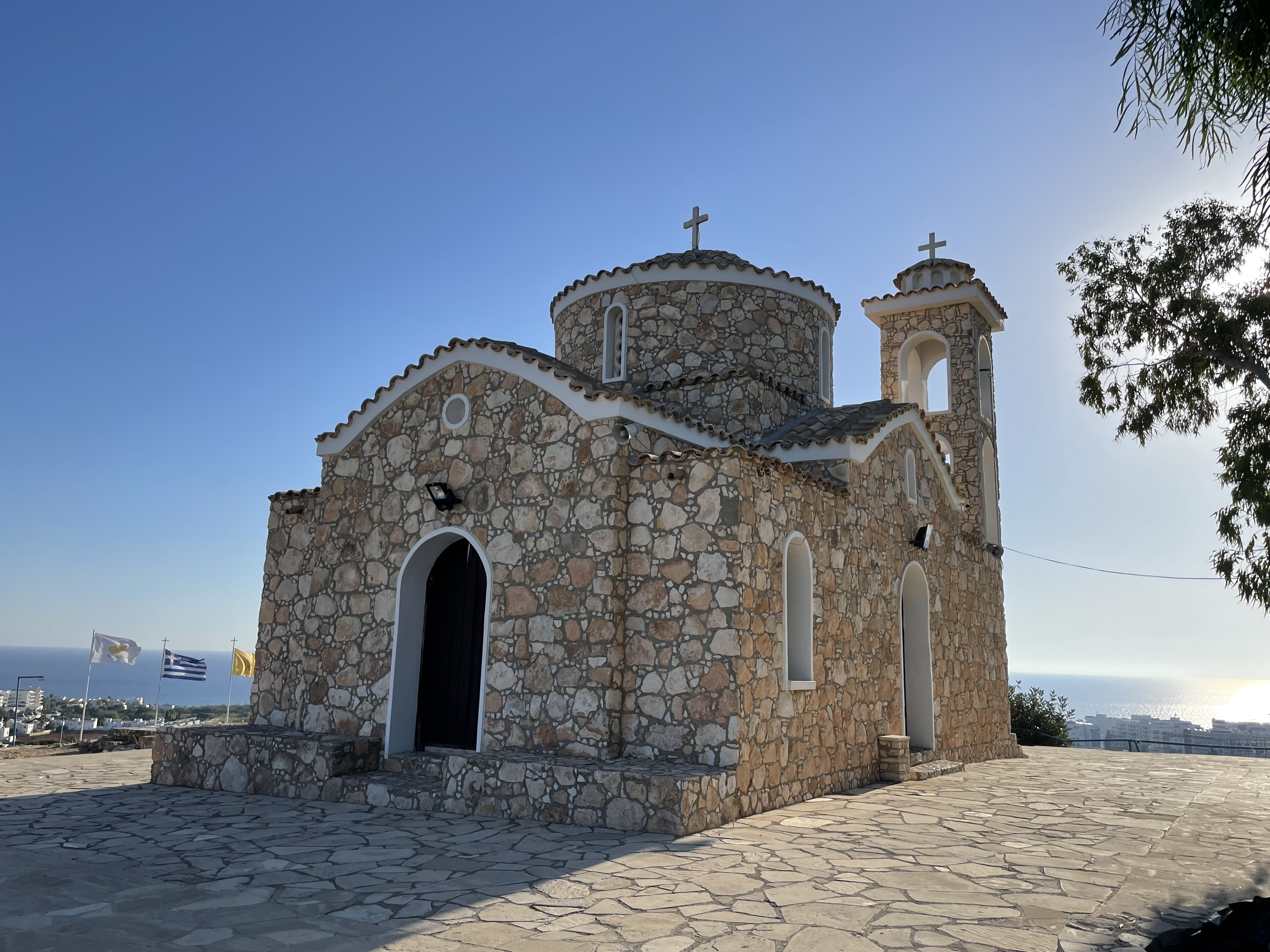
Baksidan.
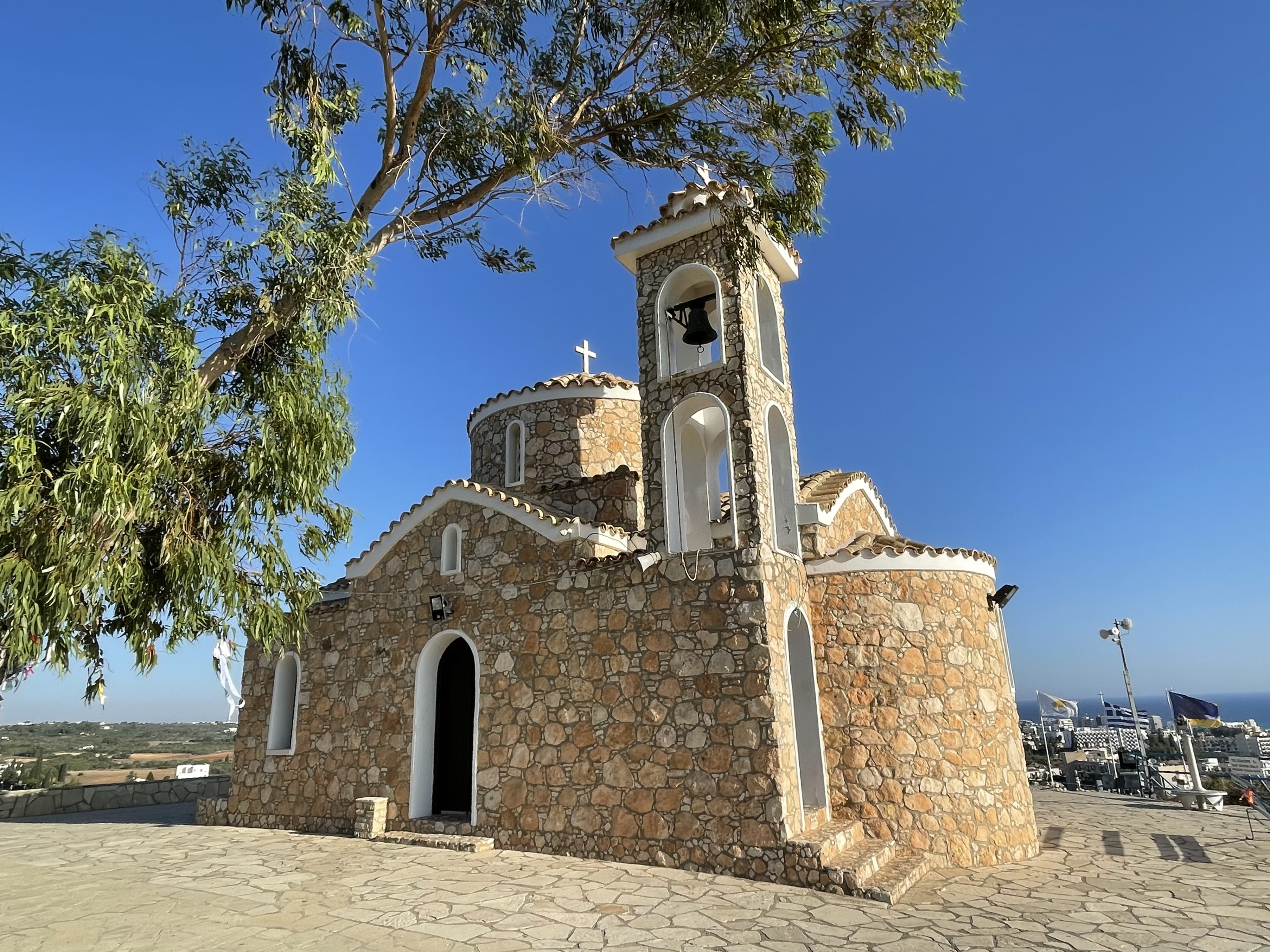
Klocktornet.
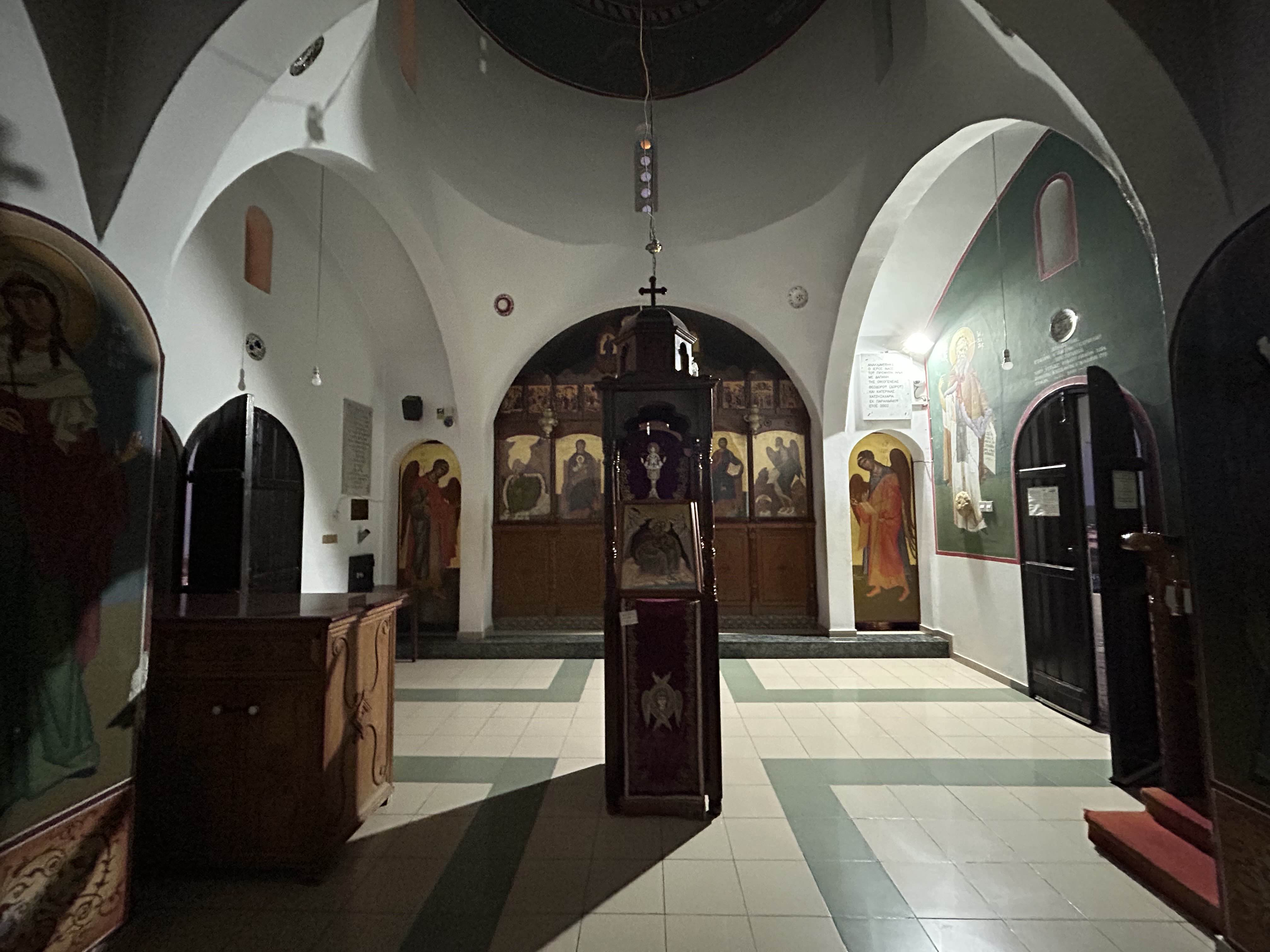
Kyrkans interiör mot ikonostasen.
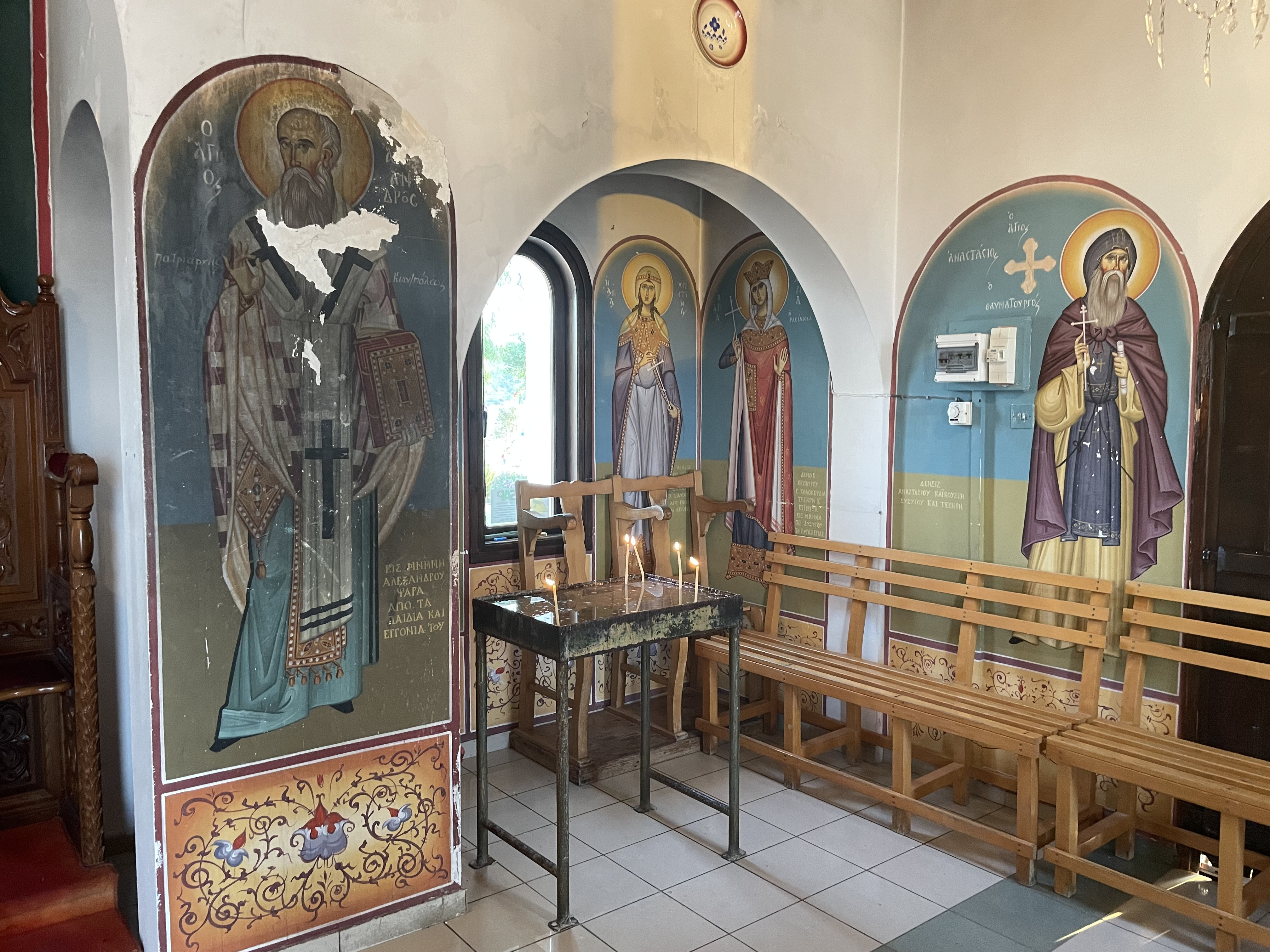
Interiören mot baksidan.
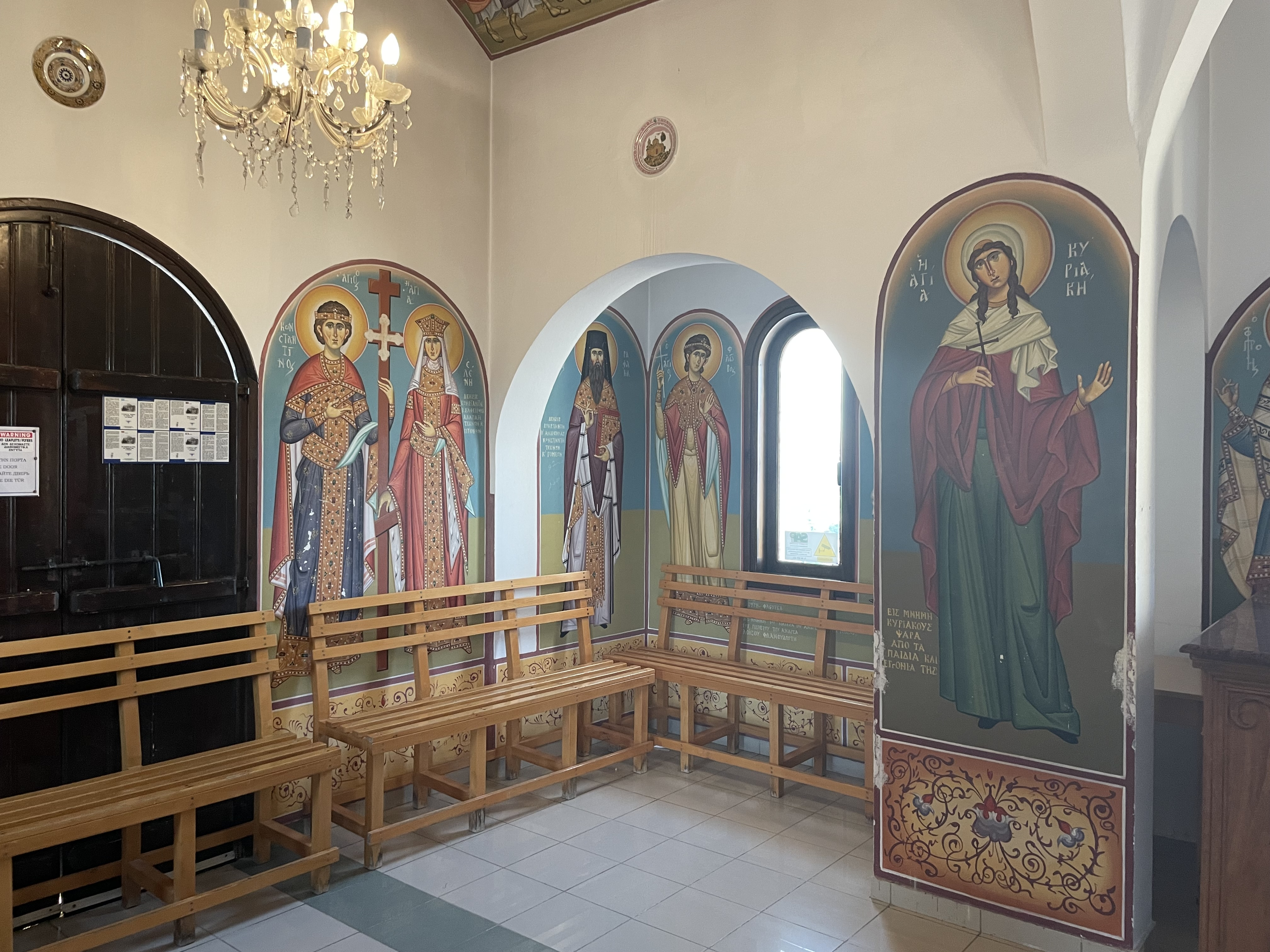
Interiören mot baksidan.
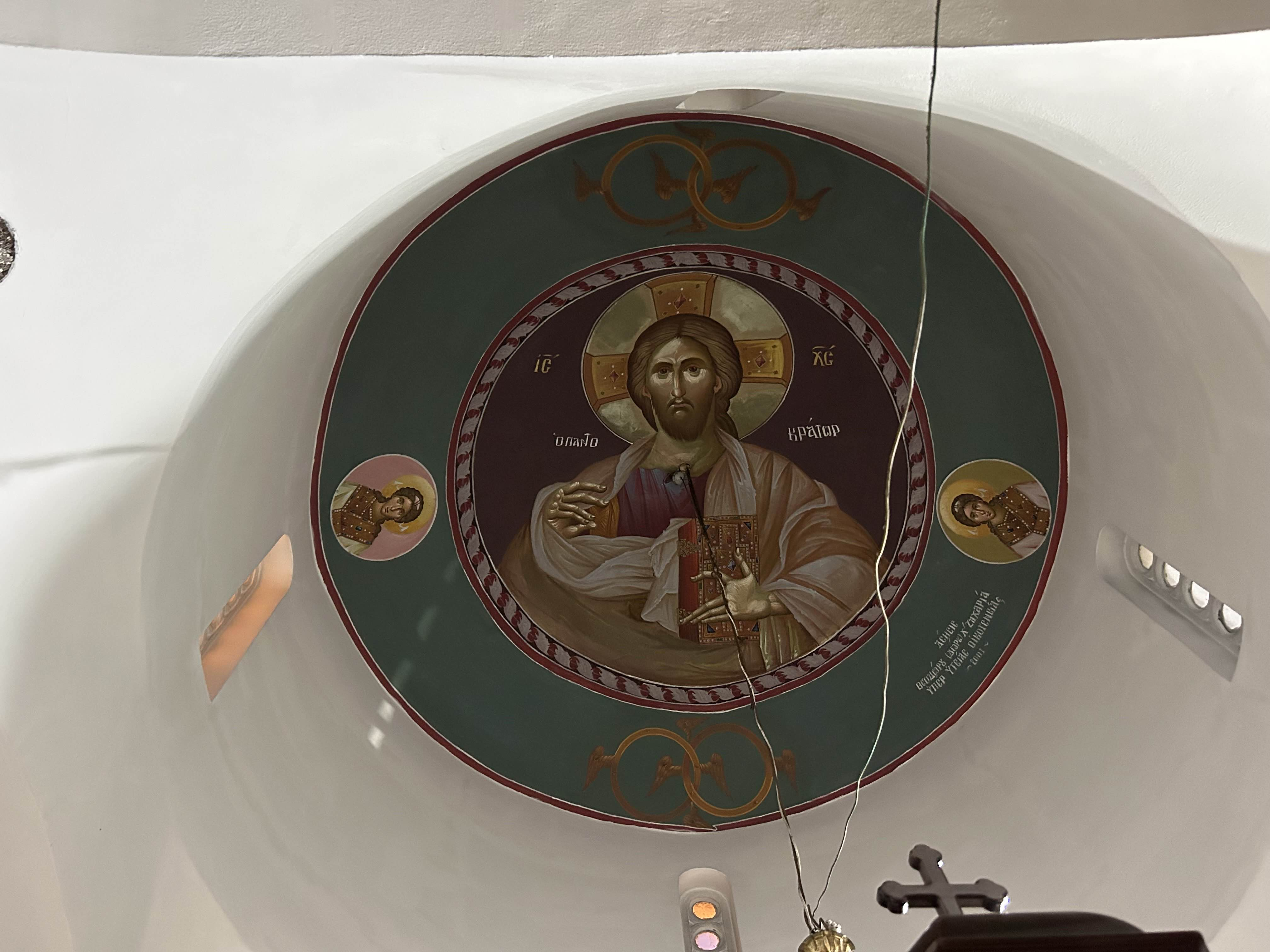
Kupolen inifrån, där Jesus Kristus pantokrator är avbildad.
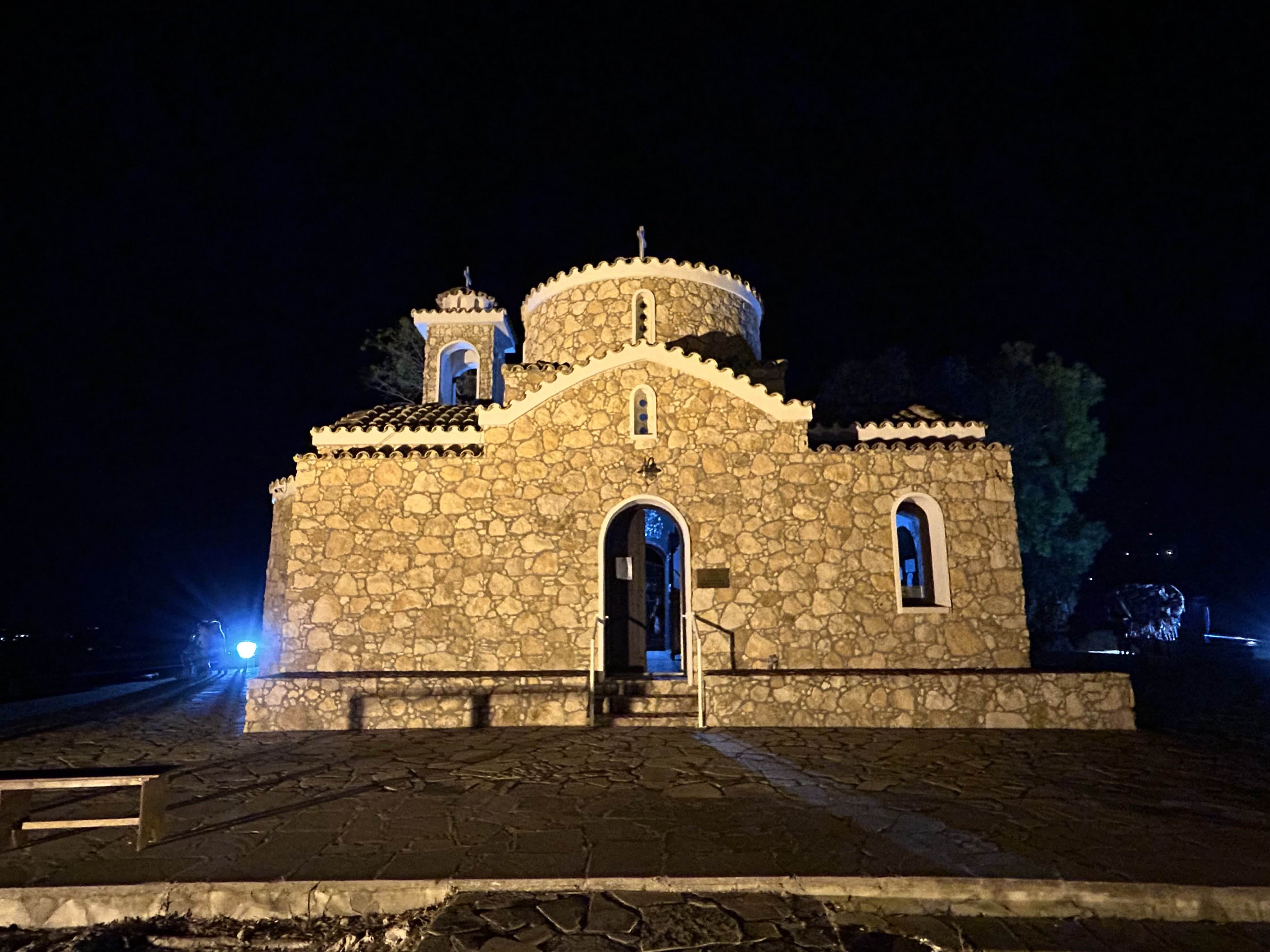
Kyrkan under nattetid.